# Marie-Augustin Zwiller
Marie-Augustin Zwiller, né à Didenheim le 10 juillet 1850 et mort à Neuilly-sur-Seine le 24 juin 1939, est un peintre français. Connu principalement pour ses nus inspirés de Jean-Jacques Henner, il s’est fait également remarquer pour ses portraits de la haute société mulhousienne ainsi que pour ses scènes de la vie quotidienne des ouvriers de cette ville. La plupart de ses œuvres figurant dans des collections publiques sont exposées au musée des beaux-arts de Mulhouse et au musée sundgauvien d'Altkirch.

## Biographie
Marie-Augustin Zwiller naît le 10 juillet 1850 à Didenheim dans une famille ouvrière. Son père, Jacques Zwiller, meurt alors qu’il est encore enfant et sa mère, Marie Anne Mosser, le fait entrer en apprentissage chez un dessinateur industriel de Mulhouse, tandis qu’il suit en même temps les cours de l’école de dessin de la Société industrielle de Mulhouse. Après avoir terminé ses études, il travaille un temps comme professeur dans cette école avant de quitter en 1883 l’Alsace pour Paris.
Le 26 novembre 1883, peu de temps après son arrivée, il épouse Gabrielle Adèle Lemeunier à Neuilly-sur-Seine. Sur le plan professionnel, il est d’abord inscrit à l’Académie Julian comme artiste indépendant et expose régulière dès 1883 au Salon des artistes français. Sociétaire de ce dernier, il en devient bientôt membre du comité, puis membre du jury. Il reste en outre en lien avec l’Alsace, où il expose à Strasbourg aux Amis des Arts en 1891, 1895, 1901 et 1904 ainsi qu’à Mulhouse à la Société des Arts en 1883, 1896, 1899, 1902 et 1920. À Paris, il fonde par ailleurs un salon de peinture au sein de l’Automobile-Club, qui est destiné à exposer les sociétaires des artistes français classés hors concours. Il fonde également en 1924 un prix afin de récompenser des artistes doués et talentueux.
En 1896, il obtient une médaille d’or pour sa toile Le Pliage ou intérieur d’une fabrique de Mulhouse. En 1937, il obtient le prix Bonnat pour ses portraits.
Il meurt à Neuilly-sur-Seine (Hauts-de-Seine) le 24 juin 1939.

## Œuvres et style
Le style de Marie-Augustin Zwiller est fortement inspiré de celui de Jean-Jacques Henner, originaire lui-aussi du Sundgau. Le parallèle entre les deux artistes apparaît surtout dans les nus, même si Zwiller fait usage de couleurs plus vives et insère davantage de sujets dans ses toiles que Henner.
Marie-Augustin Zwiller a peint un grand nombre de portraits pour la haute société mulhousienne : membres de la famille d’industriels des Dollfus, Koechlin et Schlumberger, le député et ministre Jules Siegfried, le président de la cour de cassation Louis Loew. Cette ville industrielle lui inspire également des scènes du quotidien dans les usines, avec notamment L’intérieur de l’usine Schlumberger, rue de la Mer Rouge, L’Atelier d’impression de Kingersheim (1898), Le Pliage ou intérieur d’une fabrique de Mulhouse et Le Raponage, ou dans les cabarets, avec Une noce à Didenheim (1890), Les Remords de l’ivrogne (1888), Ils ont des oreilles mais ils n’entendent pas (1896) ou encore La Partie de cartes, qui s’inspire de la tradition hollandaise.
Ce sont toutefois surtout ses nus qui l’ont fait connaître. Parmi les plus notables figurent la Nymphe à la fontaine, La Liseuse, La Douleur, La Muse pleurant le poète (1902), Femme du lévite d’Ephraïm (1901), Adam et Ève chassés du Paradis et Les nymphes d’Alsace rendant un dernier hommage au maître (1906).
Quelques œuvres ont une teinte politique, par exemple Chut… !, une toile critique de l’administration allemande en Alsace-Moselle, ou le Centenaire de la Réunion de Mulhouse à la France (1898), qui célèbre le rattachement de Mulhouse à la France.
Nombre de ses œuvres sont conservées dans les collections du musée des beaux-arts de Mulhouse et du musée sundgauvien d'Altkirch. Le musée des beaux-arts de Mulhouse refusa toutefois le tableau Le tissage au prétexte que "Les fabricants voyaient assez leurs ouvriers au naturel et ne désiraient nullement les voir en peinture".

Œuvres de Marie-Augustin Zwiller
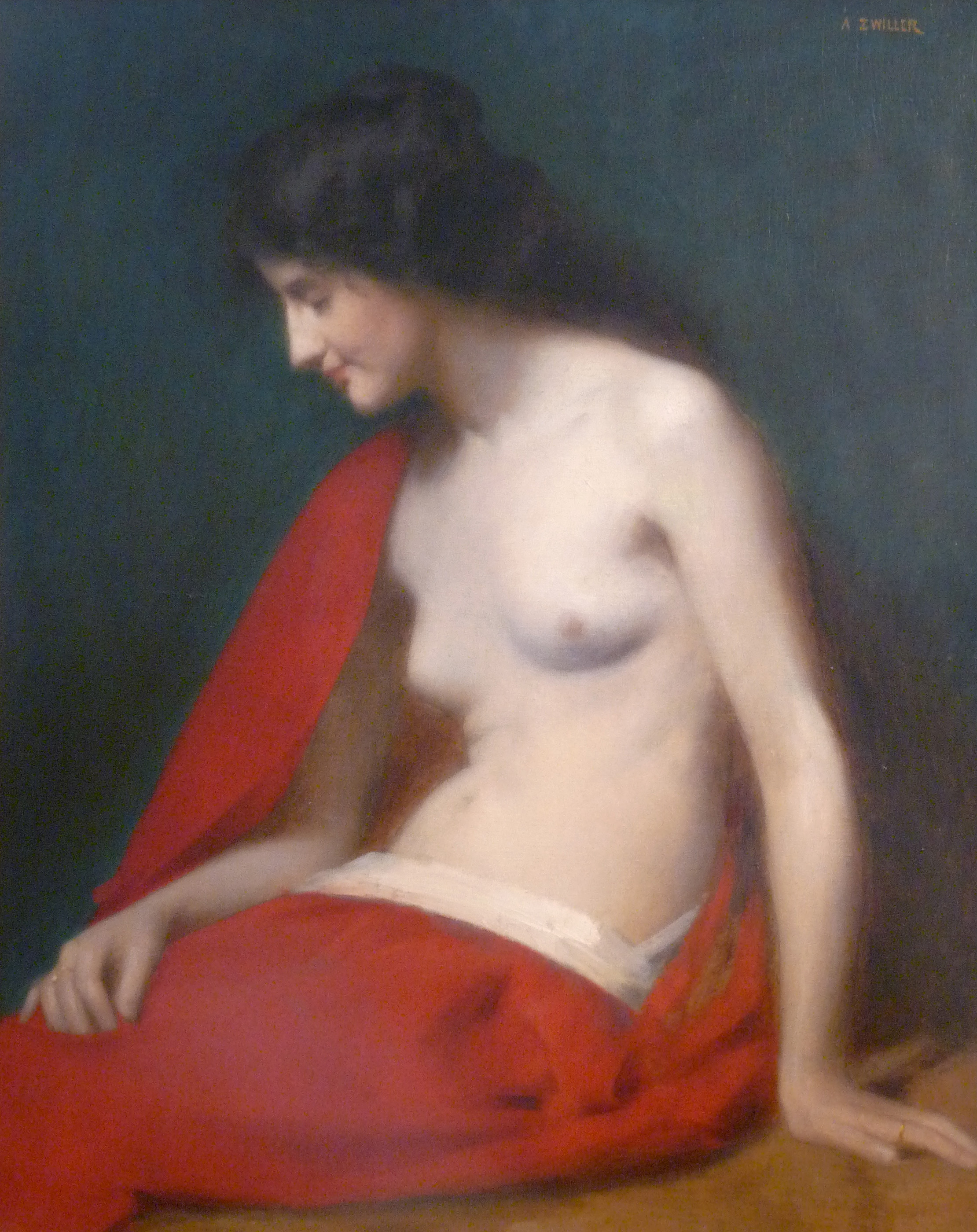
Nu assis à la serviette rouge, Altkirch, musée sundgauvien
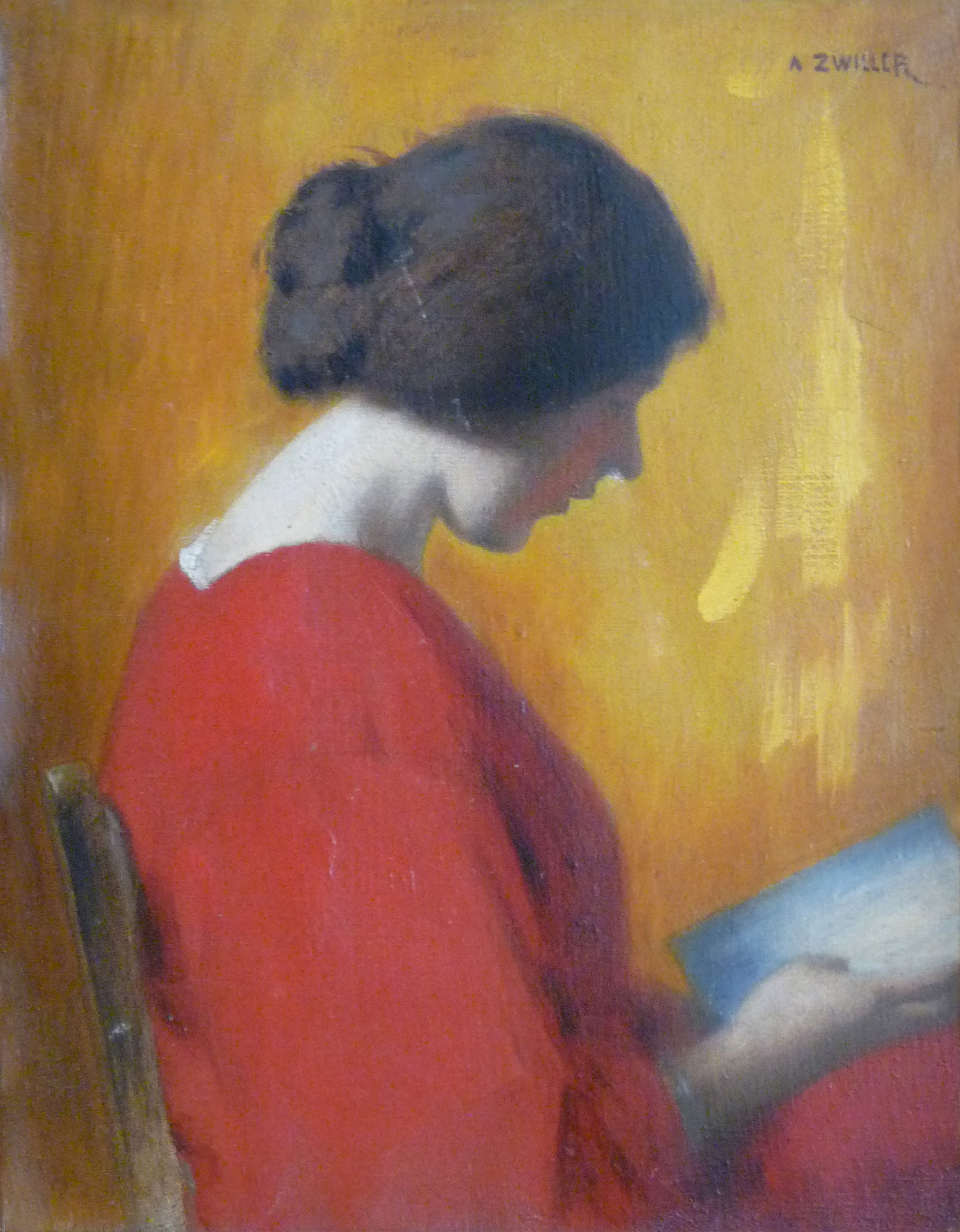
Jeune femme lisant, Altkirch, musée sundgauvien[5].
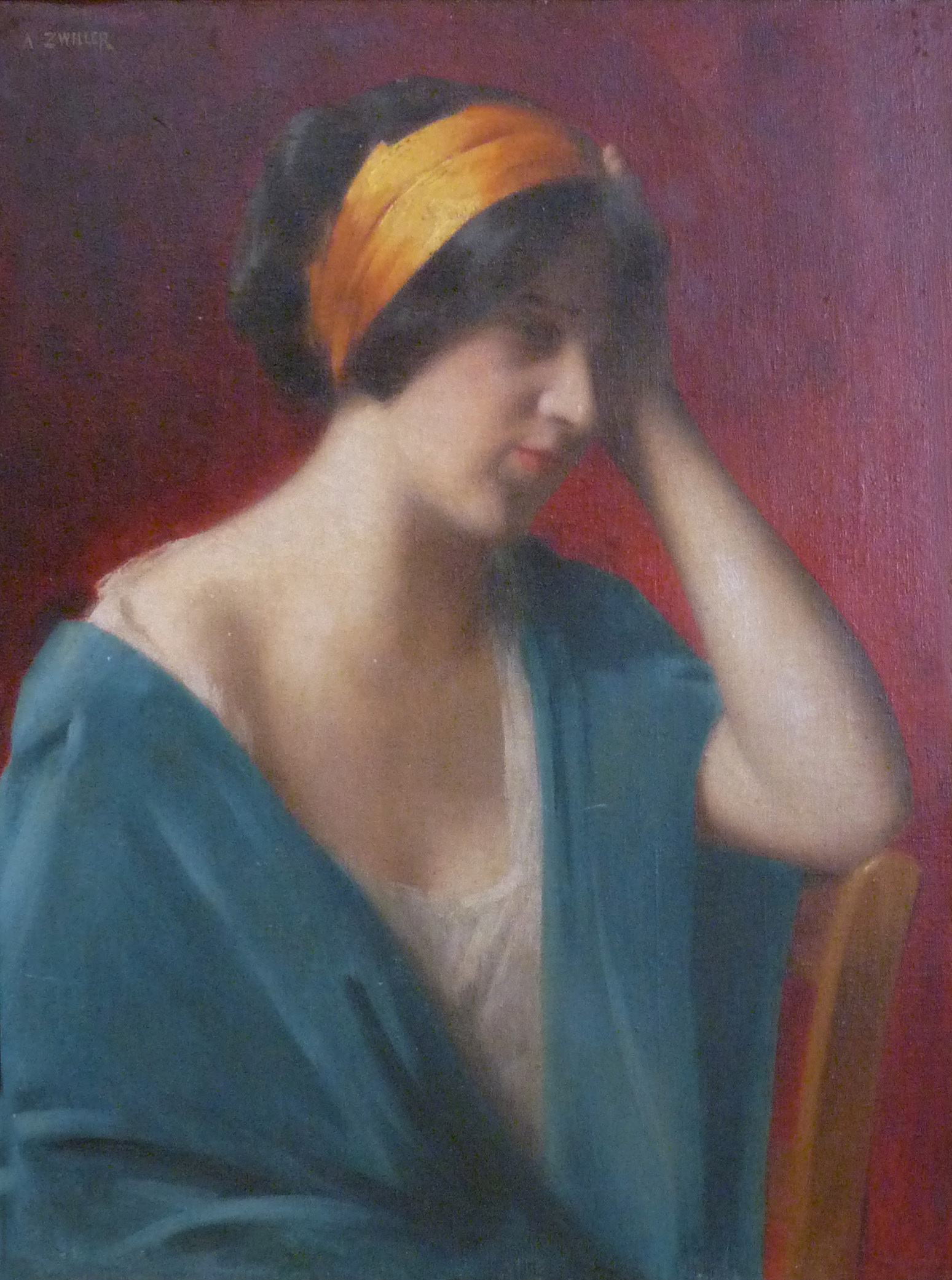
Jeune femme à la robe bleue, Altkirch, musée sundgauvien[5].
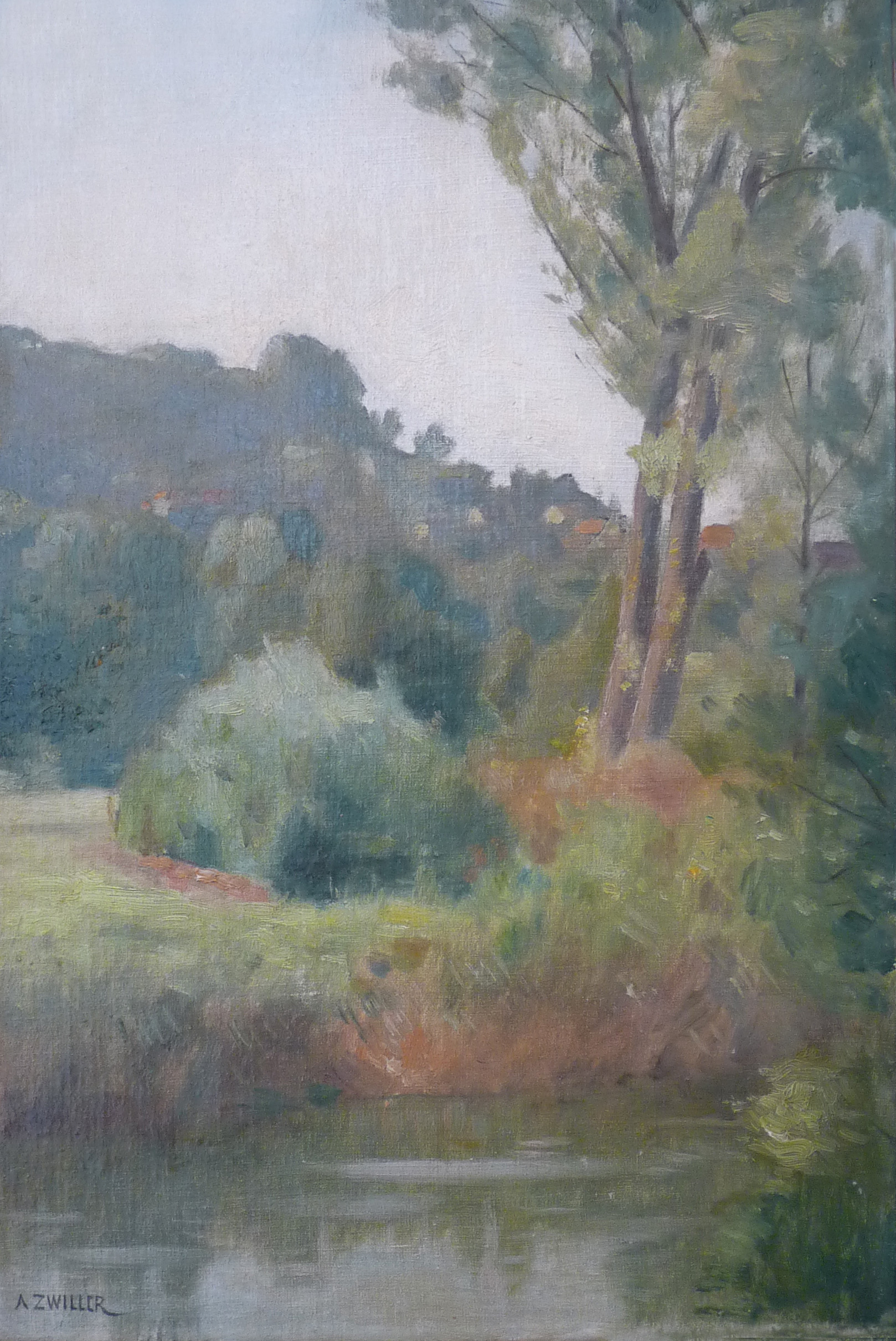
Paysage, Altkirch, musée sundgauvien[5].